# Maria Lindberg (radio)
Maria Lindberg, född 9 oktober 1963, i Stockholm. Är radiomedarbetare.
2010 började Maria Lindberg jobba på radiostationen Lugna Favoriter. Sedan tidigare är hon verksam på Rix FM, där hon varit programledare på vardagar kl 10.00 till 14.00. Hon har tidigare jobbat för radiostationerna Svenska favoriter (nuvarande Star FM), Lugna Favoriter, NRJ, Radio City, Radio Stockholm och Mix Megapol. Hon har även ett förflutet som hallåa på TV3 med bas i London i Storbritannien, där hon under ett par år var baserad.